# デレク・ジャーマン
デレク・ジャーマン（Derek Jarman、1942年1月31日 - 1994年2月19日）は、イギリスの映画監督、舞台デザイナー、作家、園芸家。

## 来歴
1942年にミドルセックス州でアイルランド系の家庭に生まれた。
ロンドン大学キングス・カレッジで美術などを学んだ後、映画監督ケン・ラッセルのもとで美術スタッフを務める。その後、スーパー8ミリで撮影した作品 "In the Shadow of the Sun" で映画監督としてデビュー。特異な映像作品が先端的であるとして若者の間でも徐々に評判を呼び、1980年代以降はロックミュージックのミュージッククリップなど映像制作でも活躍した（ザ・スミス、ペット・ショップ・ボーイズなど）。また、Coilやサイモン・フィッシャー・ターナーなどといった、まだ当時は無名のミュージシャンを自らの映画音楽の担当として起用し、彼らの才能を発掘した。
主に、同性愛や荒廃した近未来イメージ、耽美性などをテーマにした作品が多い。また、ルネサンスの画家カラヴァッジオや哲学者ウィトゲンシュタイン、イングランド国王エドワード2世といった歴史上の人物を映画の題材にした。
生前、自らがゲイであることを公表し、1986年にHIVへの感染が判明。1994年にエイズにより亡くなった。死の前年に制作された『BLUE ブルー』は、自らを蝕んだ病エイズをテーマにした作品である。

## 作品

### 映画
- イン・ザ・シャドウ・オブ・ザ・サン In the Shadow of the Sun (1974年)
- セバスチャン (1975年)…聖セバスチャンを題材とする。
- ジュビリー/聖なる年 Jubilee (1977年)
- テンペスト (1979年)…ウィリアム・シェイクスピアの戯曲『テンペスト』に基づく。
- エンジェリック・カンヴァセーション (1985年)
- カラヴァッジオ (1986年)
- ラスト・オブ・イングランド The Last of England (1987年)
- アリア 第8話 シャルパンティエ「ルイーズ」 Aria：t "Depuis le jour"(1987年)
- ウォー・レクイエム (LD題：戦争レクイエム) War Requiem (1989年)
- ザ・ガーデン (1990年)
- エドワードII (1991年)…クリストファー・マーロウの戯曲『エドワード二世』に基づく。
- ヴィトゲンシュタイン (1992年)
- BLUE ブルー (1993年)

## 著書
- 「モダン・ネイチャー／デレク・ジャーマンの日記」　Modern Nature

関美冬訳、キネマ旬報社、1992年　ISBN 978-4873760483
- 「危険は承知／デレク・ジャーマンの遺言」　At Your Own Risk

大塚隆史訳、アップリンク／河出書房新社、1995年　ISBN 978-4309901503
- 「derek jarman’s garden with photographs by howard sooley」

伊藤延司訳、光琳社出版、1997年　ISBN 978-4771302419